# Jiří Kostečka
Jiří Kostečka (* 28. listopadu 1956 Brno) je český pedagog, didaktik češtiny, autor učebnic českého jazyka a literatury. V roce 2014 byl oceněn ministrem školství nejvyšším resortním vyznamenáním, Medailí Ministerstva školství, mládeže a tělovýchovy 1. stupně za celoživotní pedagogické působení.

## Profesní život
Vystudoval Filozofickou fakultu Univerzity Karlovy, obor čeština-angličtina. Z fakultních učitelů byl nejvíce ovlivněn profesorkou Marií Čechovou, která ho při studiích i v dalším profesním působení výrazně orientovala na didaktiku českého jazyka a slohu.
Následně se věnoval pedagogické činnosti na řadě středních i vysokých škol v České republice i v zahraničí. V r. 1982 nastoupil jako učitel češtiny, angličtiny a filozofie na Gymnázium Na Zatlance, pak působil na několika dalších pražských gymnáziích a na Gymnáziu Václava Hraběte v Hořovicích. Devět let strávil na kolejním Gymnáziu Open Gate, kde se podílel na výuce podle programu mezinárodní maturity International Baccalaureate, stejně jako později na Gymnáziu Nový PORG v Praze.
Souběžně s výukou na středních školách vedl semináře didaktiky českého jazyka i literatury na Filozofické fakultě Univerzity Karlovy, Pedagogické fakultě Univerzity Karlovy a na Katedře českého jazyka a literatury na Technické univerzitě v Liberci.
V roce 2008 obhájil disertační práci na téma Motivace a aktivizace žáků při výuce českého jazyka na gymnáziích.
V roce 2014 pomáhal založit bilingvní česko-anglickou základní školu Wonderland Academy v Praze, na které působil jako ředitel a učil na 1. stupni.
V zahraničí vyučoval v letech 1993 až 1996 češtinu na Pekingské univerzitě zahraničních studií. Dále učil výběrově starořeckou literaturu na athénském gymnáziu Moraitis School; při výměnných pobytech též vyučoval na gymnáziu v nizozemském Hilversumu a na Brecon High School ve Velké Británii.
V pedagogické dráze pokračuje od roku 2017 působením u krajanských dětí v Austrálii a na Novém Zélandu.
Kostečka je členem redakční rady recenzovaného časopisu Český jazyk a literatura.
V roce 2011 založil Asociaci češtinářů (tehdy pod názvem Asociace středoškolských češtinářů), ke změně názvu a podmínek členství došlo roku 2015, od téže doby platí její nové stanovy a dva roky ji vedl jako předseda. Na asociačním webu vede ve spolupráci s Ústavem pro jazyk český Akademie věd České republiky bezplatnou online Jazykovou poradnu Asociace češtinářů.
Na stránkách Učitelských novin inicioval v roce 2003 celonárodní diskusi češtinářů. Zde prosazoval myšlenku časového i koncepčního zrovnoprávnění jazykové a slohové složky předmětu se složkou literární na středních školách.
Ohlas měla Kostečkova iniciativa směřující k návrhu na udělení Nobelovy ceny za mír siru Nicholasi Wintonovi v roce 2013. Vyzval své žáky na Gymnáziu Open Gate k dlouhodobé akci na podporu tohoto úsilí a následně ji organizoval a vedl. Delegace Gymnázia Open Gate pak byla přijata v Oslu přímo členy výboru pro udělování Nobelovy ceny.

## Výběr z publikací
- KOSTEČKA, Jiří. Český jazyk pro 1. ročník gymnázií. Praha: SPN – pedagogické nakladatelství, 2001.
- KOSTEČKA, Jiří. Český jazyk pro 2. ročník gymnázií. Praha: SPN – pedagogické nakladatelství, 2001.
- KOSTEČKA, Jiří. Český jazyk pro 3. ročník gymnázií. Praha: SPN – pedagogické nakladatelství, 2002.
- KOSTEČKA, Jiří. Český jazyk pro 4. ročník gymnázií. Praha: SPN – pedagogické nakladatelství, 2003.
- KOSTEČKA, Jiří. Do světa češtiny jinak. Jinočany: H &H, 1993.
- KOSTEČKA, Jiří. Do světa literatury jinak. Praha: SPN – pedagogické nakladatelství, 1995.
- KOSTEČKA, Jiří. Nová maturita z českého jazyka a literatury; testové úlohy. Praha: SPN – pedagogické nakladatelství, 2001.
- KOSTEČKA, Jiří. Povinná četba jako nutné zlo?. Český jazyk a literatura. 1986-87, roč. 37, čís. 8, s. 346–355.
- KOSTEČKA, Jiří; BROŽ, František. Katalog požadavků ke společné části maturitní zkoušky; český jazyk a literatura. Praha: MŠMT – ÚIV, Tauris, 2000.
- KOSTEČKA, Jiří; BROŽ, František. Český jazyk a literatura – testové úlohy ke společné části maturitní zkoušky. Praha: Tauris, 2001.